# Споменик Светог Тројства у Суботици
Споменик Светог Тројства у Суботици се налази на Тргу Републике, некадашњем Пијачном тргу, испред Градске куће. Израђен је и постављен 1815. године о трошку велепоседника Матије Војнића из Бајше.
Одлуком власти споменик је 1964. године премештен на трг између Kатедрале свете Терезије Авилске и зграде Суботичке бискупије, где се налазио до децембра 2014. године када је на иницијативу Мађарског националног савета започета његова рестаурација. Године 2016. споменик је враћен на своје првобитно место. Рестаураторске радове је извела академска вајарка Kаролина Биачи.

## Изглед споменика
Споменик Светог Тројства дело је Kарла Салцера.  У то време је до споменика водило неколико степеница, али су приликом насипања и поплочавања трга 1879. године те степенице доспеле под земљу. Састоји се од троспратне основе, окружене волутама. Постамент носи фигуре светаца, средишња фигура представља безгрешно зачеће, бочно су постављени Анђели, са сваке стране, лијево Вјера, а десно Љубав, те на залеђу скулптура Св. Матеја. Тространи ступ, украшен облацима носи на врху скулптуру Оца И Сина И Св. Духа с металним зракама и крстом. Око Светог Тројства је ограда од кованог гвожђа. Простор испред приказа Девице Марије је обликован за потребе олтара. На средишњем делу споменика налази се плоча. Споменик је доживио више рестаурација, данашњи изглед споменик је добио 1964. године. Тада су га рестаурирали стручњаци из Завода за заштиту споменика културе из Љубљане, када су фигуре светаца изнова вајане.